# Long John Silver's
Long John Silver's es una franquicia de restaurantes de comida rápida, especializada en pescado y marisco. La cadena fue fundada en 1969, cuenta con más de 1.200 restaurantes en Estados Unidos y actualmente pertenece  LJS Partners LLC.

## Historia
A finales de los años 1960 el grupo Jerrico Inc.', propietario de otros restaurantes en Estados Unidos, pensó en abrir una cadena de comida rápida especializada en productos pesqueros como el fish and chips, ya presente en otros locales de la competencia. El primer restaurante se inauguró en Lexington (Kentucky) en 1969 con el nombre de Long John Silver's Fish 'n' Chips, inspirado en el personaje John Silver el Largo de la novela "La isla del tesoro" de Robert Louis Stevenson.
En dos años, Long John Silver's se convirtió en la cadena de restaurantes más importante del grupo Jerrico, que amplió la oferta a otros productos marinos. Con 200 restaurantes, la franquicia simplificó su nombre e inició una expansión a otras zonas de Estados Unidos. En 1987 la cadena suponía el 75% del beneficio de Jerrico, que se propuso contar al menos con un restaurante en cada estado de EE. UU. a partir de los años 1990.
La situación de la cadena cambió en septiembre de 1989, cuando un grupo inversor de Nueva York llamado Pisces Inc. se hizo con todas las acciones de Jerrico, absorbiendo a la empresa. Pisces Inc. se centró en la gestión de Long John Silver's, por lo que se deshizo de los otros restaurantes que poseía. Sin embargo, el grupo tuvo problemas por el aumento del precio del pescado y la recesión económica, por lo que su expansión se vio truncada. La cadena entró en números rojos a finales de 1994, y se declaró en bancarrota en junio de 1998.

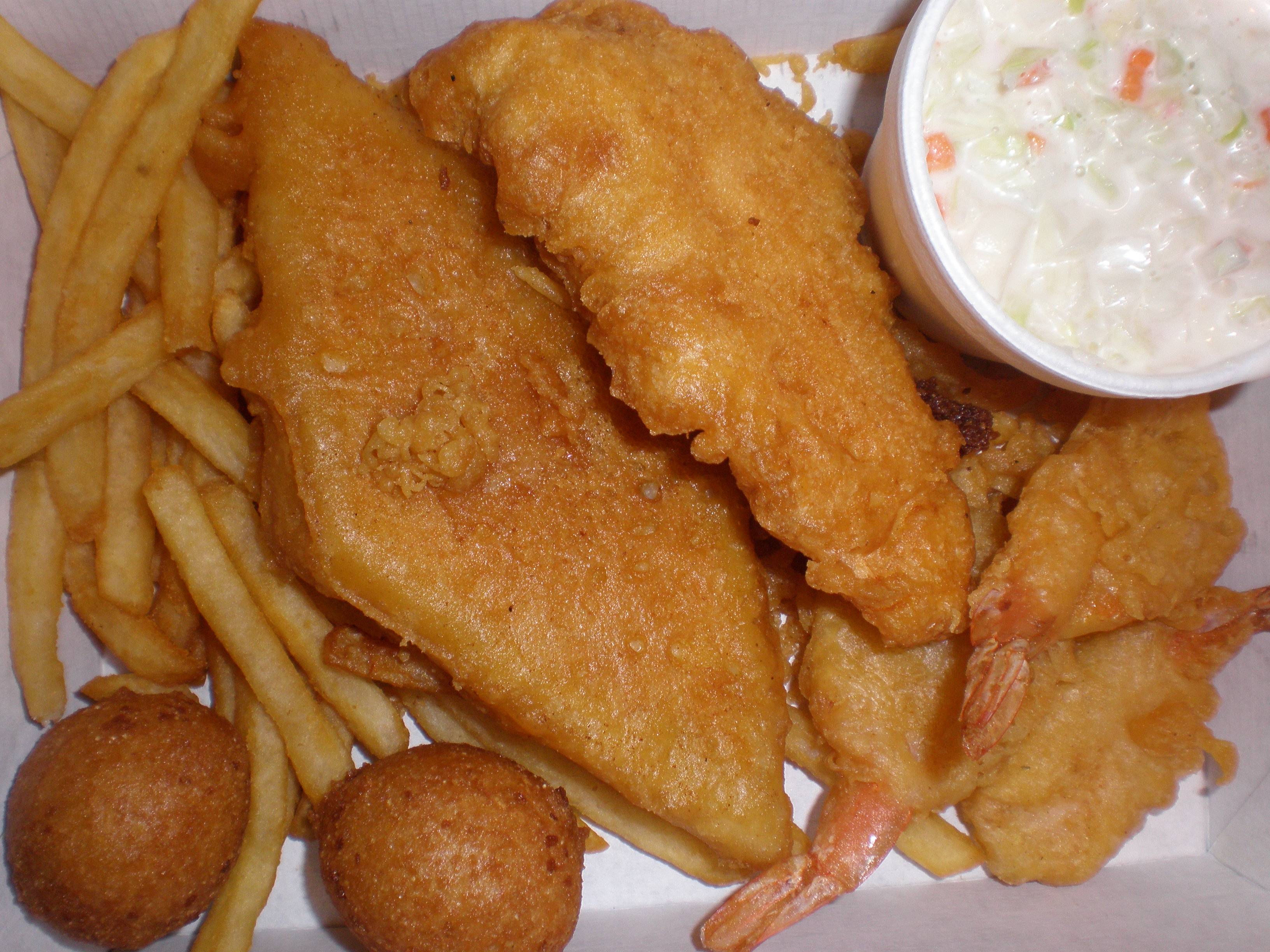
Menú de Long John Silver's con pescado, pollo, patatas, coleslaw y hushpuppies.

Long John Silver's remontó su situación en septiembre de 1999, después de que el grupo de restaurantes A&W Restaurants se hiciera con la franquicia por algo más de 227 millones de dólares. Los nuevos dueños remodelaron la imagen del grupo, sus menús y pusieron en marcha ofertas especiales. En 2002, la empresa que controlaba A&W y Long John Silver's fue adquirida por el grupo Yum! Brands, propietarios de Pizza Hut y Taco Bell. En 2011, Yum! Brands vendió la cadena de restaurantes a  LJS Partners LLC.

## Productos y presencia
La oferta de Long John Silver's está enfocada a los productos de mar, como el pescado o el marisco. El grupo comenzó preparando fish and chips, aunque amplió su oferta a otros productos como los hushpuppies, gambas fritas, sándwiches de pescado, langosta, surimi e incluso pollo frito.
La cadena es la más grande en su especialidad de Estados Unidos, con más de 1.200 restaurantes. La mayoría de ellos son compartidos con otras cadenas de Yum! Brands, como Taco Bell o Kentucky Fried Chicken. Sin embargo, su presencia en mercados internacionales es más reducida, con unos pocos puestos en Taiwán, Nueva Zelanda y Singapur. En ese sentido, el grupo se puede equiparar con la cadena de comida rápida alemana Nordsee, que cuenta con menos locales pero mayor implantación internacional.